# Eifersucht
Eifersucht bezeichnet Gedanken oder Gefühle von Unsicherheit, Angst und Besorgnis über einen relativen Mangel an Besitz oder Sicherheit. Für das zusammengesetzte Substantiv Eifersucht (von indoeuropäisch ai = ‚Feuer‘; althochdeutsch eiver = ‚das Herbe, Bittere, Erbitterung‘ und althochdeutsch suht = ‚Krankheit, Seuche‘) existieren Belege erst seit dem 16. Jahrhundert, das davon abgeleitete Adjektiv eifersüchtig erst seit dem 17. Jahrhundert.

## Beschreibung
Eifersucht beschreibt eine schmerzhafte Emotion, die innerhalb einer Partnerschaft, Familie oder Freundschaftsbeziehung entstehen kann; und zwar dann, wenn man empfindet, eine Zuneigung, Anerkennung, Aufmerksamkeit, Liebe oder Respektsbezeugung vom Partner, von der Bezugsperson oder einem anderen geschätzten Menschen nicht oder nur unzureichend bekommen zu haben. Die Eifersucht richtet sich gegen eine dritte Person, die vermeintlich oder tatsächlich diese Zuneigung bekommen hat. Sie entsteht, wenn die Erwartung von Zuneigung oder Liebe vermeintlich oder tatsächlich durch den Partner enttäuscht wird, indem er diese Zuneigung oder Liebe jemand anderem als einem selbst zukommen lässt und dadurch z. B. eine starke Verlustangst, eine Kränkung oder Minderwertigkeitsgefühle auslöst. Eifersucht hat ihren Ursprung nicht nur in dem Verdacht der sexuellen Untreue. Sie entsteht auch durch das Empfinden einer Vertrautheit zwischen dem Partner und einer dritten Person, die die eifersüchtige Person ausschließt (z. B. Heimlichkeiten, Intimitätsverlust, Loyalitäts- oder Vertrauensbruch). Dies kann Unsicherheit, Angst, Traurigkeit und Wut in der eifersüchtigen Person auslösen und zuweilen drastische, auch gewalttätige Handlungen (oft im Affekt oder Rachehandlungen) bewirken.
So kann ein Kind (ab einem Alter von etwa sechs Monaten) eifersüchtig werden, wenn seine Eltern den Geschwistern mehr Zuwendung geben. Bei erwachsenen Personen kann Eifersucht etwa auftreten, wenn der Partner mit einem anderen Menschen flirtet, Vertraulichkeiten austauscht oder mehr Aufmerksamkeit, Vertrautheit oder Wertschätzung entgegenbringt und der Beobachter dies als Gefährdung der eigenen Beziehung wahrnimmt. Während die Eifersucht des Kindes in der Regel verschwindet, wenn es von seinen Eltern ebenfalls die gleiche Zuwendung erfährt, verlangt ein eifersüchtiger Partner meist darüber hinaus nach einer uneingeschränkten, ausschließlich ihm geltenden Aufmerksamkeit und einer Heilung des Vertrauensverlusts.
Ein neueres Phänomen stellt die digitale Eifersucht dar, die durch die Nutzung sozialer Medien entstehen kann. Eine Folge der digitalen Eifersucht kann eine stärkere Überwachung des Partners bzw. der Partnerin sein.

## Eifersucht als Mischung von Gefühlen
Eifersucht setzt eine Beziehung zwischen einem Subjekt und zweien Objekten voraus:
1. das Objekt des Anspruches: auf dieses wird aus Richtung des Subjekts Verlustangst oder ein Anspruch auf Exklusivität gerichtet.
2. das Objekt der Eifersucht: ein Individuum, eine Sache oder Gegebenheit, welche die Zweierbeziehung als „Eindringling“ bedroht.

Gesamt handelt es sich also, in psychodynamischer Hinsicht, um eine Dreierbeziehung.
Das Objekt des Anspruches ist immer eine Person (z. B. der Partner) bzw. etwas, dem man einen Personenstatus zubilligt (z. B. ein Haustier). In Eifersucht zeigen sich in der Regel die eigenen Ängste, Unsicherheiten und biografischen Negativerfahrungen des Subjekts. So kann es sein, dass ein Mensch in Eifersucht Verlust befürchtet, ein anderer Vertrauensbruch oder Werteverletzung, wieder ein anderer befürchtet, dass der Partner im Vergleich herausfindet, dass er selbst stark defizitär (z. B. zu langweilig) ist. Objekt der Eifersucht ist meist ebenfalls eine Person, kann allerdings theoretisch alles sein, durch das jemand seinen „Anspruch“ auf Liebe oder seine besondere Position im Leben eines anderen gefährdet sieht, wie zum Beispiel ein zeitraubendes berufliches Projekt, ein starkes berufliches oder soziales Engagement oder ein exzessiv betriebenes Hobby, das sehr viel Zeit und Aufmerksamkeit aus der Beziehung abzieht.
Der Unterschied zwischen Eifersucht und Neid ist der, dass ein eifersüchtiger Mensch Angst hat, zu verlieren, was (oder wen) er liebt und wirklich oder vermeintlich braucht, und ein neidischer Mensch das haben will, was andere besitzen. Beispielsweise sind Kinder eifersüchtig, wenn ihre Mutter ihren Geschwistern Aufmerksamkeit schenkt, aber neidisch wegen des Fahrrades ihres Freundes, das sie gerne hätten.
Die gemeinsame Ursache für Eifersucht und Neid ist unter anderem ein Selbstwert-Defizit. Im Fall von Eifersucht empfindet der Betroffene mangelnde Wertschätzung durch eine konkrete Person, Neid hingegen entzündet sich an den eigenen Wertvorstellungen oder denjenigen, die der Betroffene in eine soziale Gruppe bzw. die Gesellschaft projiziert.

## Körperliche Reaktionen
Wissenschaftliche Studien an der University of California haben ergeben, dass im Falle von Eifersucht vor allem die Hirnregionen cingulärer Kortex sowie das laterale Septum aktiv sind. Durch eine vermehrte Ausschüttung von Testosteron und Cortisol wird der Körper in einen Zustand versetzt, der einer Kampf-oder-Flucht-Reaktion ähnelt. Bleibt ein Kampf aus, kann der Hormonüberschuss zu einem schädlichen, chronischen Stress führen.

## Unterschiedliche Ursachen für Eifersucht bei den Geschlechtern
Oft wird in Film und Literatur der Mann als krankhaft eifersüchtig dargestellt. Jedoch ist kein geschlechtsspezifischer Unterschied bei der Eifersuchtsintensität und Wahrnehmbarkeit erhoben. Der wesentliche Unterschied ist allerdings, dass Frauen eher auf tatsächliche oder eingebildete emotionale Untreue mit Eifersucht reagieren, während Männer eher auf tatsächliche oder eingebildete sexuelle Untreue mit Eifersucht reagieren. Das hat eine Studie zu Bewertung sexueller und emotionaler Untreue von David M. Buss et al. aus dem Jahr 1992 ergeben. Dabei überprüften sie auch die körperlichen Reaktionen der Befragten; diese unterstützten die Ergebnisse der Befragung. Ferner fand man bei der Untersuchung von homosexuellen Partnerschaften heraus, dass Schwule auf eine potentielle emotionale Untreue des Partners und Lesben auf eine sexuelle Untreue des Partners heftiger reagieren als die heterosexuellen Geschlechtsgenossen. Zudem gibt es in der Bewertung der potentiellen Rivalen geschlechtsspezifische Unterschiede. Männer bewerten Rivalen nach Status, Kraft und materiellen, finanziellen Ressourcen, wobei Frauen die vermeintliche Konkurrentin nach Schönheit und Jugendlichkeit bewerten.

## Eifersucht als Thema in der Literatur
Eifersucht – besonders die Eifersucht des Ehemannes und der Mord an der wirklichen oder vermeintlichen „Ehebrecherin“ – ist ein in der Weltliteratur häufig vorkommendes Thema. Beispiele:
- William Shakespeares Tragödie Othello (um 1603) gilt als Klassiker des Eifersuchtsthemas. Othello tötet seine Frau Desdemona wegen eines vermuteten Seitensprungs, den ihm der Intrigant Jago eingeredet hat.
- In Anatole France’ wenig gelesenem Roman Le Mannequin d’osier (1897) kann der betrogene Ehemann seiner Frau die Untreue nicht verzeihen und trägt darum selbst den größten Schaden davon.[27]
- In Joaquim Maria Machado de Assis’ Roman Dom Casmurro (1899) kann dessen Hauptfigur und Erzähler bis zum Ende der Handlung nicht mit Gewissheit sagen, ob seine Frau ihn betrogen hat.
- In Lancelot (1977) von Walker Percy entdeckt die männliche Hauptfigur einen Seitensprung seiner Frau viele Jahre, nachdem dieser geschehen ist, und ermordet sie.
- Schriftsteller Franz Grillparzer hat Eifersucht wie folgt definiert: „Eifersucht ist eine Leidenschaft, die mit Eifer sucht, was Leiden schafft.“
- In der Bibel (2. Mose 34 Vers 14) wird Gott als eifersüchtig beschrieben.

## Eifersucht in der Bildenden Kunst
In der antiken Mythographie (Bühnenkunst, Malerei) tritt die Personifikation der Eifersucht als Phthonos auf, wobei die Unterscheidung zwischen (argwöhnischer) Wachsamkeit, Neid und Eifersucht unscharf bleibt.
In der Kunst des Mittelalters ist die Eifersucht noch kein bedeutendes Thema, es konzentriert sich auf die seltene Darstellung der sieben Frauen, die sich um eine Männerhose streiten.
Mit der Neuzeit entfaltet das Motiv sich zunächst allegorisch und emblematisch: Die verbreitetste Variante von mehreren Personifikationen in der Iconologia des Cesare Ripa zeigt als Gelosia (it. für Eifersucht) eine misstrauische weibliche Gestalt, deren Kleid mit Augen und Ohren bedeckt ist.
Im 18. und 19. Jahrhundert verschwindet die allegorische Bildsprache zugunsten genrehafter, anekdotischer Darstellungen. Noch bei Paul Gauguin, Oh, du bist eifersüchtig von 1892 steht die Ästhetik der kraftvollen Farben und klaren Linien im Vordergrund. Wenig später, um die Jahrhundertwende, stößt mit Edvard Munchs Eifersucht die Kunst in psychologische Tiefen des Themas vor, die fortan bestimmend bleiben.